# اطلاعیه مشورتی رسانه‌ای دفاعی و امنیتی
در بریتانیا، اطلاعیه مشورتی رسانه ای دفاعی و امنیتی (Defense and Security Media Advisory Notice) یا به اختصار DSMA-Notice  یک درخواست رسمی از سردبیران رسانه‌های خبری برای عدم انتشار یا پخش مطالب در موضوعات مشخص به دلایل امنیت ملی است. اطلاعیه DSMA  در اصل از سال ۱۹۱۲ تا ۱۹۹۳ اطلاعیه دفاعی (D-Notice) و از سال ۱۹۹۳ تا اواسط دهه 2010 DA-Notice (اطلاعیه مشاوره دفاعی) نامیده می‌شد.

## بریتانیا
در بریتانیا، سیستم اولیه D-Notice در سال ۱۹۱۲ معرفی شد و به عنوان یک سیستم داوطلبانه توسط کمیته مشترکی به سرپرستی دستیار وزیر جنگ و نماینده انجمن مطبوعات اجرا شد. هر گونه اطلاعیه D یا اطلاعیه DA فقط جنبه مشورتی دارد و از نظر قانونی قابل اجرا نیست. از این رو، سردبیران اخبار می‌توانند از آنها تبعیت نکنند. با این حال، آنها به طور کلی توسط رسانه‌ها رعایت می‌شوند.
یکی از توصیه‌های حاصل از بررسی سال ۲۰۱۵ سیستم اطلاعیه DA شامل تغییر نام سیستم به کمیته مشاوره دفاعی و امنیتی رسانه (DSMA) بود. این نام، گنجاندن طولانی مدت کار سازمان‌های اطلاعاتی را بهتر منعکس می‌کرد. در سال ۲۰۱۷، اعلامیه‌ها مجدداً تنظیم شدند و سپس به دسته‌های زیر سازماندهی شدند:
- DSMA-Notice 01: عملیات نظامی، طرح‌ها و قابلیت‌ها
- DSMA-Notice 02: سیستم‌ها و تجهیزات سلاح‌های هسته ای و غیر هسته ای
- DSMA-Notice 03: نیروهای ضد تروریستی نظامی، نیروهای ویژه و عملیات آژانس اطلاعاتی، فعالیت‌ها و روش‌ها و تکنیک‌های ارتباطی
- DSMA-Notice 04: دارایی‌ها
- DSMA-Notice 05: پرسنل و خانواده‌هایشان که در موقعیت‌های حساس کار می‌کنند

طبق مقاله‌ای در Defence Viewpoints، بین سال‌های ۱۹۹۷ و ۲۰۰۸، ۳۰ مورد وجود داشت که دبیر کمیته به سردبیران خاصی نامه نوشت که نقض دستورالعمل‌های D-Notice رخ داده بود.

### کاربردهای شناخته شده
گزارش شده‌است که در سال ۱۹۷۱، چهار روز پس از سرقت خیابان بیکر، یک اطلاعیه D صادر شد که در آن خواستار توقف گزارش به دلایل امنیت ملی شده بود. ادعا می‌شود که برخی از جعبه‌های امنیتی حاوی مطالب شرم آور یا حساس ملی بودند. با این حال، تحقیقات چند سال بعد نشان داد که هرگز درخواستی به کمیته اطلاعیه D ارائه نشده‌است. در واقع، روزنامه تایمز همچنان در مورد این پرونده بیش از دو ماه بعد گزارش می‌داد.
در سال‌های ۲۰۰۴ و ۲۰۰۵، سه نامه کلی به روزنامه‌ها ارسال شد که در آن توصیه می‌شد از انتشار اقدامات متقابلی که علیه کمین‌های کنار جاده‌ای نیروهای بریتانیا در جنگ عراق استفاده می‌شد، خودداری شود.
در ۸ آوریل ۲۰۰۹، کمیته یک اطلاعیه DA در رابطه با اسناد حساس ضد تروریسم که هنگام ورود دستیار کمیسر باب کوئیک به داونینگ استریت برای گفتگو در مورد اطلاعات فعلی پلیس، عکسبرداری شده بود، صادر کرد.
در ۲۵ نوامبر ۲۰۱۰، کمیته یادداشتی برای سردبیران صادر کرد که در آن توجه را به اطلاعیه‌های DA-1 و ۵ در رابطه با اسناد حساسی که انتظار می‌رود در وب سایت ویکی لیکس منتشر شود، جلب کرد.

## بیشتر ببینید
- اطلاعات طبقه‌بندی‌شده
- حق فراموش‌شدن

## مطالعه بیشتر
Wilkinson, Nicholas (2009). Secrecy and the Media: The Official History of the United Kingdom's D-Notice System. London: Routledge. ISBN 9780415453752. OCLC 281090467. Publication delayed pages covering 1997–2004, TNA DEFE 53/21.